# Bisphenol C
Bisphenol C kurz (BPC) ist eine chemische Verbindung aus der Gruppe der Bisphenole und ein Diphenylmethan-Derivat. BPC ist eine mit Bisphenol A verwandte Verbindung und unterscheidet sich von diesem durch je einen Methylsubstituenten an den Phenylringen.
Die Registranten stufen Bisphenol C in verschiedenen Kategorien als sensibilisierend, reizend und umweltgefährlich ein.

## Verwendung
Wie andere Bisphenole wird Bisphenol C für die Herstellung von Polycarbonaten und anderen Kunststoffen und Harzen eingesetzt, welche in  Plastikprodukten finden.